# غريغ لين
غريغ لين (بالإنجليزية: Greg Lynn)‏ هو كاتب ومهندس معماري أمريكي، ولد في 1964 في نورث أولمستيد في الولايات المتحدة.

## وصلات خارجية
- الموقع الرسمي